# Moritz Hirsch
O Barão Moritz von Hirsch, em português, também referido como Maurice de Hirsch, (em alemão: Moritz Freiherr von Hirsch auf Gereuth; em francês: Maurice, baron de Hirsch de Gereuth; 9 de dezembro de 1831 - 21 de abril de 1896), foi um financista Judeu Alemão e filantropo que estabeleceu fundações de caridade para promover a educação Judaica e melhorar a situação dos Judeus Europeus oprimidos. Ele foi o fundador da Associação de Colonização Judaica, que patrocinou a imigração Judaica em larga escala para o Brasil e a Argentina.

## Biografia

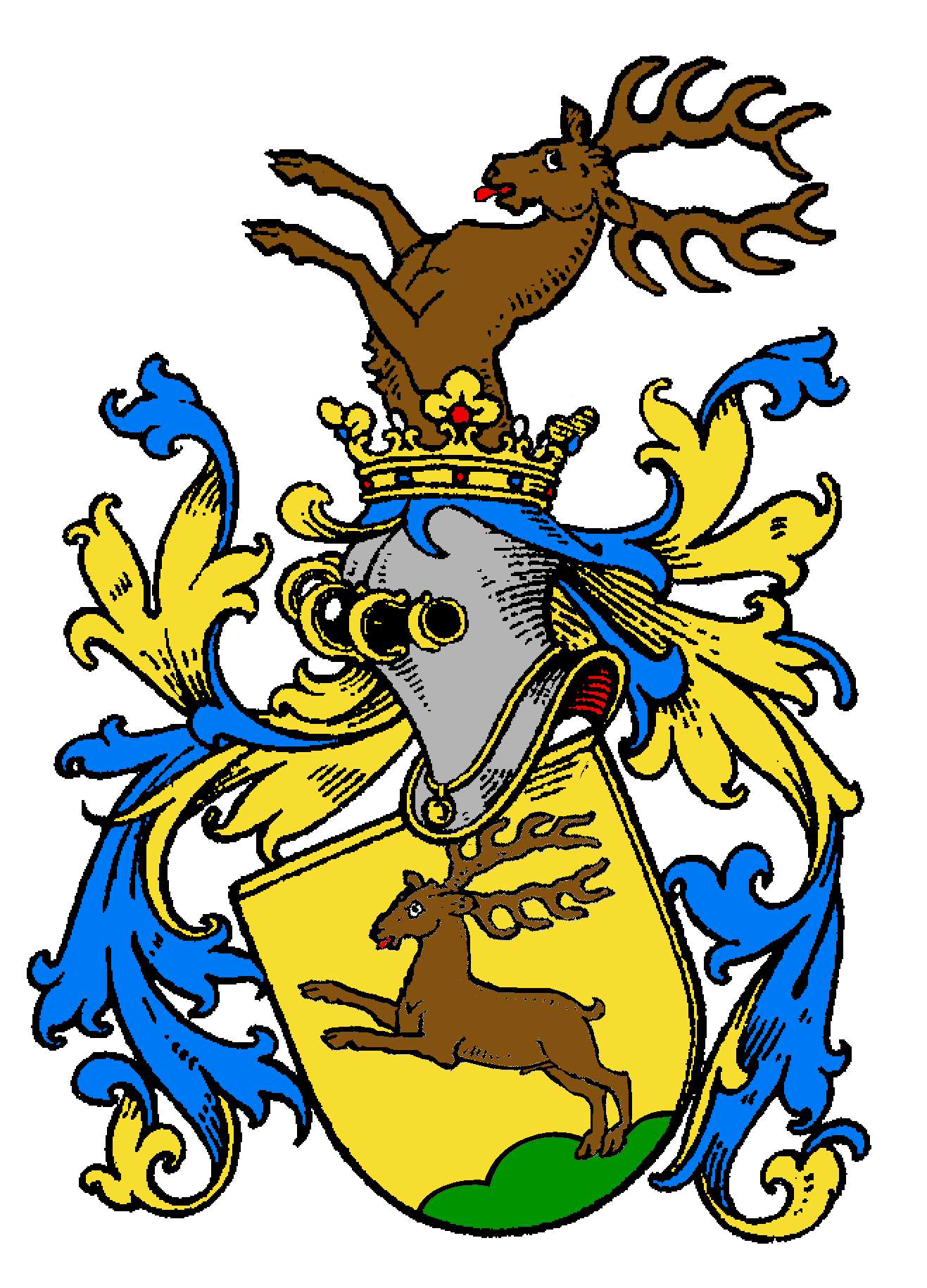
Brasão da família Hirsch auf Gereuth

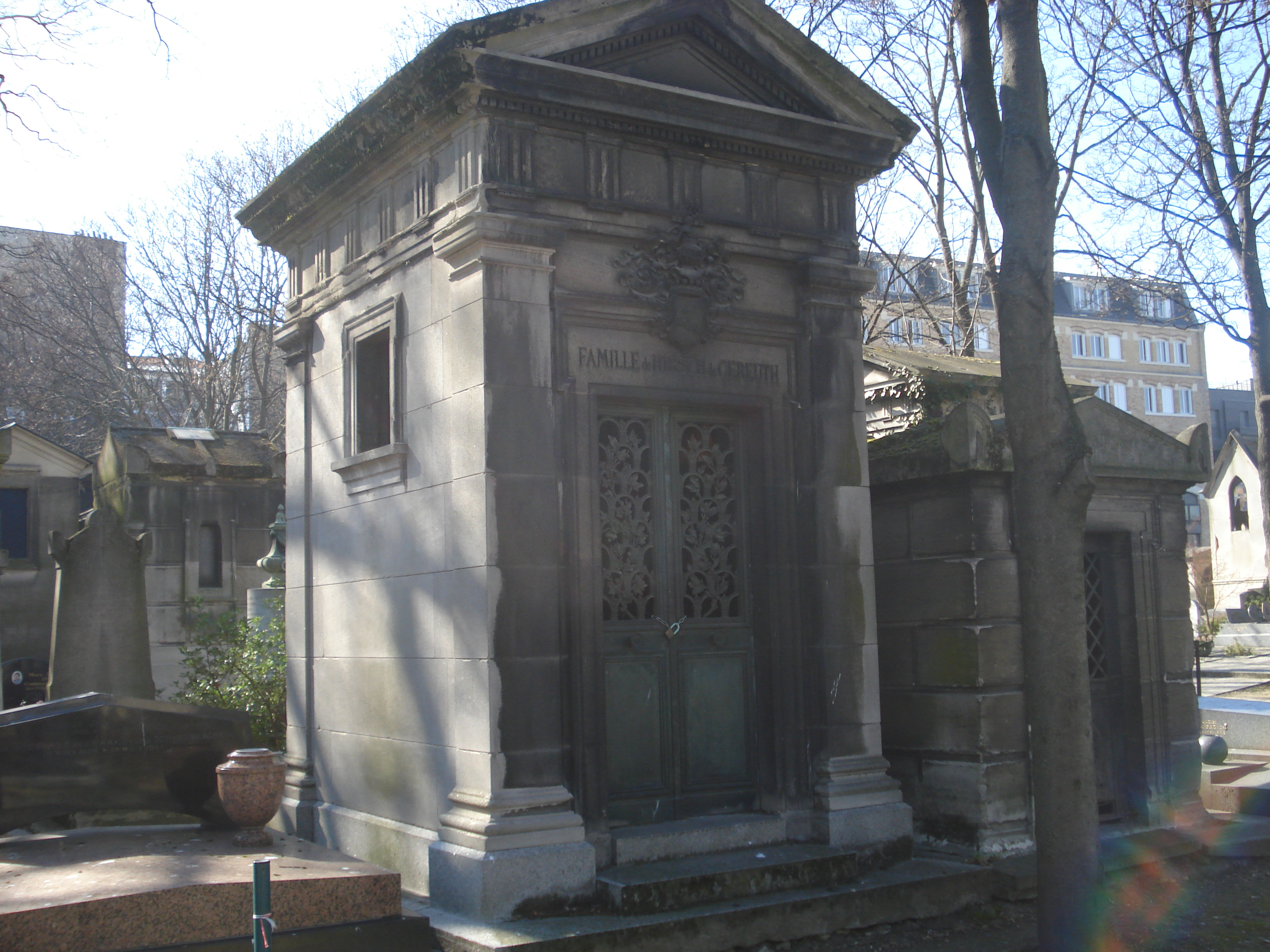
Sepultura do Barão de Hirsch no Cemitério Montmartre em Paris

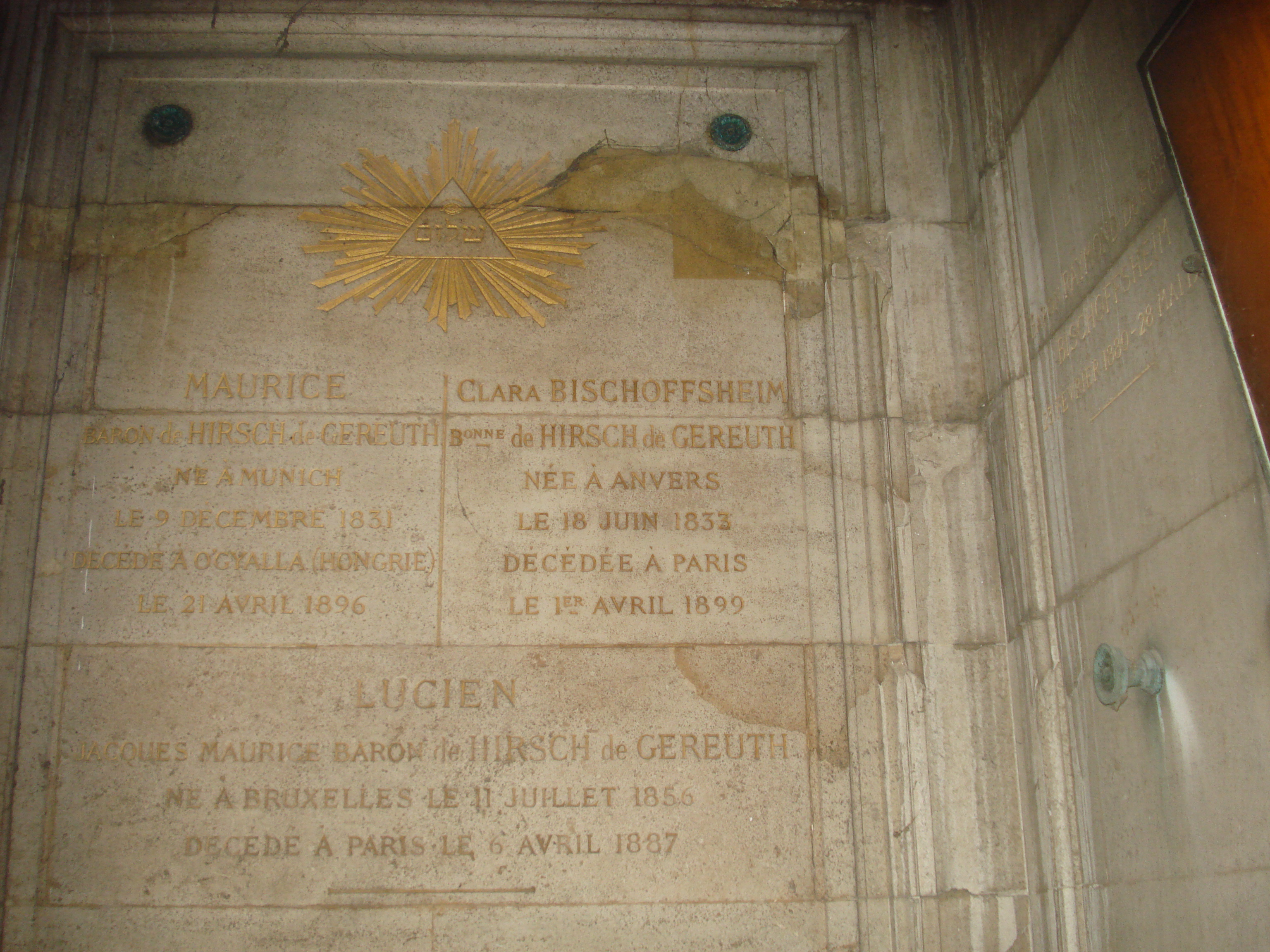
O monumento da família

Hirsch nasceu em 9 de dezembro de 1831 em Munique, Baviera. Seus pais eram o barão Joseph von Hirsch auf Gereuth [de] e Caroline Wertheimer. Seu avô, o primeiro proprietário de terras Judeu na Baviera, foi enobrecido em 1818 com a denominação de auf Gereuth. Seu pai, que era banqueiro do rei da Baviera, foi nomeado Freiherr (barão) em 1869. Por gerações, a família ocupou uma posição de destaque na comunidade Judaica Alemã. Aos treze anos, Hirsch foi enviado a Bruxelas para estudar. Ele então abriu um negócio, aos dezessete anos.
Em 28 de junho de 1855, Hirsch casou-se com Clara Bischoffsheim, filha de Jonathan-Raphaël Bischoffsheim de Bruxelas. Eles tiveram uma filha que morreu na infância e um filho, Lucien (1856–1887), que faleceu antes de seus pais.
Hirsch morreu em Ógyalla na Hungria (agora parte da Eslováquia) em 21 de abril de 1896. Sua esposa apoiou o trabalho de caridade do marido com grande generosidade - o total de benefícios foi estimado em £ 18.000.000. Ela morreu em Paris em 1º de abril de 1899, deixando os bens restantes da família para seu filho adotivo, Maurice Arnold de Forest (mais tarde intitulado Conde de Bendern). Hirsch estava entre os cinco indivíduos mais ricos da Europa na época.

## Carreira Bancária
Em 1855, Hirsch associou-se à casa bancária de Bischoffsheim & Goldschmidt, de Bruxelas, Londres e Paris. Ele acumulou uma grande fortuna, que aumentou comprando e explorando concessões ferroviárias na Áustria, Turquia e nos Bálcãs, e especulando com açúcar e cobre. Em 1869, ele comprou a concessão para a construção de uma ferrovia na Turquia da falida "International Land Credit Company". Seu empreendimento ferroviário mais conhecido foi o Chemins de fer Orientaux, um projeto ferroviário visionário destinado a ligar Viena a Istambul. Hirsch morava em Paris, onde possuía uma casa na rue de l'Elysée e no Château de Beauregard. Ele também residia em Londres, Hungria, e no que hoje é a República Tcheca (Veveří, Rosice). Em 1890, Hirsch comprou a Bath House, Piccadilly, em Londres.

## Filantropia
Hirsch dedicou muito de seu tempo para o alívio dos Judeus em terras onde eles foram perseguidos e oprimidos. Ele se interessou profundamente pelo trabalho educacional da Aliança Israelita Universal e, em duas ocasiões, presenteou a sociedade com presentes de um milhão de francos. Durante alguns anos, ele pagou regularmente os déficits nas contas da Aliança, no valor de vários milhares de libras por ano. Em 1889, ele capitalizou suas doações e presenteou a sociedade com títulos que geraram uma renda anual de £ 16.000. Hirsch doou £ 1.000 para o The Chelsea and Westminster Hospital em 1892.
Por ocasião do quadragésimo aniversário da ascensão do Imperador Francisco José ao trono austríaco, ele doou £ 500 000 para o estabelecimento de escolas primárias e técnicas na Galiçia e na Bucovina. Hirsch doou para a caridade todo o dinheiro do prêmio ganho por sua série de cavalos de corrida, incluindo mais de £ 35 000 ganhos por sua égua La Fleche entre 1891 e 1894.

## Trabalho de reassentamento de Judeus
O maior empreendimento de caridade em que Hirsch embarcou foi em conexão com a perseguição aos Judeus na Rússia. Ele deu £ 10.000 para os fundos arrecadados para a repatriação dos refugiados em 1882, mas, sentindo que esta era uma conclusão muito esfarrapada para os esforços feitos na Europa Ocidental para o alívio dos Judeus Russos, ele ofereceu ao governo russo £ 2.000.000 para a doação de um sistema de educação secular a ser estabelecido na Zona Judaica de Assentamento. O governo Russo estava disposto a aceitar o dinheiro, mas recusou-se a permitir que qualquer estrangeiro se envolvesse em seu controle ou administração.
Diante disso, Hirsch resolveu dedicar o dinheiro a um esquema de emigração e colonização que deveria proporcionar aos Judeus perseguidos oportunidades de se estabelecerem em colônias agrícolas fora da Rússia. Ele fundou a Associação de Colonização Judaica como uma sociedade inglesa, com um capital de £ 2.000.000, e em 1892 apresentou a ela uma soma adicional de £ 7.000.000. Com a morte de sua esposa em 1899, o capital foi aumentado para £ 11.000.000, dos quais £ 1.250.000 foram para o Tesouro, após alguns litígios, em impostos sucessórios. Este enorme fundo, que na época era provavelmente o maior fundo de caridade do mundo, era administrado por delegados de certas sociedades judaicas, principalmente a Anglo-Jewish Association de Londres e a Aliança Israelita Universal de Paris, entre as quais as ações da associação foram divididos.
A associação, proibida de trabalhar com fins lucrativos, possuía grandes colônias agrícolas no Brasil, na Argentina, Canadá e em Israel. Além de seu vasto trabalho agrícola, tinha um maquinário gigantesco e complexo para lidar com todo o problema da perseguição aos Judeus, incluindo agências de emigração e distribuição, escolas técnicas, fábricas cooperativas, bancos de poupança e empréstimo e habitações modelo. Também ajudou um grande número de sociedades em todo o mundo cujo trabalho estava relacionado com o socorro e reabilitação de refugiados Judeus.
Além dessa grande organização, Hirsch fundou em 1881 um fundo benevolente nos Estados Unidos em benefício dos imigrantes Judeus, que ele doou com £ 493.000. Suas instituições de caridade locais eram em escala principesca e, durante sua residência em Londres, ele distribuiu mais de £ 100.000 entre os hospitais locais.
Em 1891, Hirsch estabeleceu o Baron de Hirsch Fund na cidade de Nova York para ajudar os judeus russos a imigrar para os EUA. Ele forneceu $ 2.400.000 para colônias agrícolas e escolas de comércio nos EUA. O juiz Myer S. Isaacs era o presidente do fundo; Jacob Schiff era o vice-presidente e os curadores incluíam: Oscar S. Strauss, Mayer Sulzberger e William B. Hackenburg. O Fundo forneceu apoio à agricultura, comércio e subsídios e doações gerais. Em 1891, a colônia primária chamada Woodbine Colony foi fundada no sul de Nova Jersey. Permaneceu aberto até a década de 1940, mas sofreu com a falta de experiência agrícola dos colonos, solo pobre e distância de mercados viáveis. Em 1893, a Woodbine Agricultural School (1892-1917) foi fundada para dar aos alunos imigrantes experiência prática e assistência financeira para comprar suas próprias fazendas. Em 1900, a Sociedade Agrícola Judaica (1900-1972), financiada por doações do Fundo Baron de Hirsch e da Associação de Colonização Judaica, concedeu empréstimos a agricultores imigrantes e ajudou na realocação em massa de imigrantes de cidades populosas da costa leste para cidades menores em todo o EUA. O Fundo estabeleceu a Baron de Hirsch Trade School da cidade de Nova York (1895-1935) para ensinar carpintaria, maquinário, encanamento, trabalho elétrico e pintura. Por fim, o Fundo forneceu apoio financeiro para várias agências Judaicas que se concentravam em atividades de ajuda à imigração: agentes de entrada, aulas de inglês subsidiadas, bolsas de estudo para estudantes Judeus e um modelo de experiência em casa.
Em 1900, sua propriedade doou fundos ao Instituto Pasteur em Paris para a construção de seu edifício chimie biologique (bioquímica).

## Tributos
A Sinagoga Beth Israel (Halifax, Nova Escócia) originalmente era conhecida como a "Sociedade Benevolente do Barão de Hirsch". Há também uma Sinagoga Baron Hirsch em Memphis, Tennessee, e Temple De Hirsch Sinai em Seattle e Bellevue, Washington, Cemitério Baron de Hirsch, Halifax, e Cemitério Baron Hirsch em Staten Island, Nova York, também são nomeados para ele. Hirsch também tem a honra de nomear um stoa comercial, uma rua e um distrito no centro de Thessaloniki, na Grécia.

## Leitura Adicional
- Friedenberg, Albert M. (1932). «Two German Jewish Families». Jewish Quarterly Review. New Series. 23 (2): 205–207. JSTOR 1451957. doi:10.2307/1451957
- Kasper-Holtkotte, Cilli (2003). Im Westen Neues: Migration und ihre Folgen : Deutsche Juden als Pioniere jüdischen Lebens in Belgien, 18./19. Jahrhundert. [S.l.]: Brill. pp. 183–184. ISBN 9004131094
- Lehmann, Matthias B. The Baron: Maurice de Hirsch and the Jewish Nineteenth Century (Stanford University Press, 2022) online review